# Claudia Bär
Claudia Bär (Augsburgo, 9 de abril de 1980 – Ulm, 28 de septiembre de 2015) fue una deportista alemana que compitió en piragüismo en la modalidad de eslalon. Ganó 5 medallas en el Campeonato Mundial de Piragüismo en Eslalon entre los años 2003 y 2013, y 3 medallas en el Campeonato Europeo de Piragüismo en Eslalon entre los años 2005 y 2011.

## Palmarés internacional
| Campeonato Mundial | Campeonato Mundial      | Campeonato Mundial | Campeonato Mundial |
| Año                | Lugar                   | Medalla            | Competición        |
| ------------------ | ----------------------- | ------------------ | ------------------ |
| 2003               | Augsburgo (Alemania)    | Medalla de plata   | K1 por equipos     |
| 2006               | Praga (República Checa) | Medalla de bronce  | K1 por equipos     |
| 2009               | Seo de Urgel (España)   | Medalla de bronce  | K1 por equipos     |
| 2011               | Bratislava (Eslovaquia) | Medalla de bronce  | K1 por equipos     |
| 2013               | Praga (República Checa) | Medalla de plata   | K1 por equipos     |
| Campeonato Europeo |                         |                    |                    |
| Año                | Lugar                   | Medalla            | Competición        |
| 2005               | Tacen (Eslovenia)       | Medalla de plata   | K1 por equipos     |
| 2008               | Cracovia (Polonia)      | Medalla de oro     | K1 por equipos     |
| 2011               | Seo de Urgel (España)   | Medalla de oro     | K1 individual      |